# Lingula anatina
Espèce
Synonymes
- Lingula affinis Hancock, 1858[2]
- Lingula bancrofti Johnston & Hirschfeld, 1919[3]
- Lingula exusta Reeve[3]
- Lingula hians Swainson[3]
- Lingula hirundo Reeve, 1859[2]
- Lingula lepidula Adams, 1863[2]
- Lingula murphiana King[3]
- Lingula murphiana Reeve, 1859[2]
- Lingula nipponica Hayasaka, 1931[2]
- Lingula smaragdina Adams, 1863[2]
- Lingula unguis Linnaeus, 1758[2]

Lingula anatina est une espèce de brachiopodes de la famille des Lingulidae.

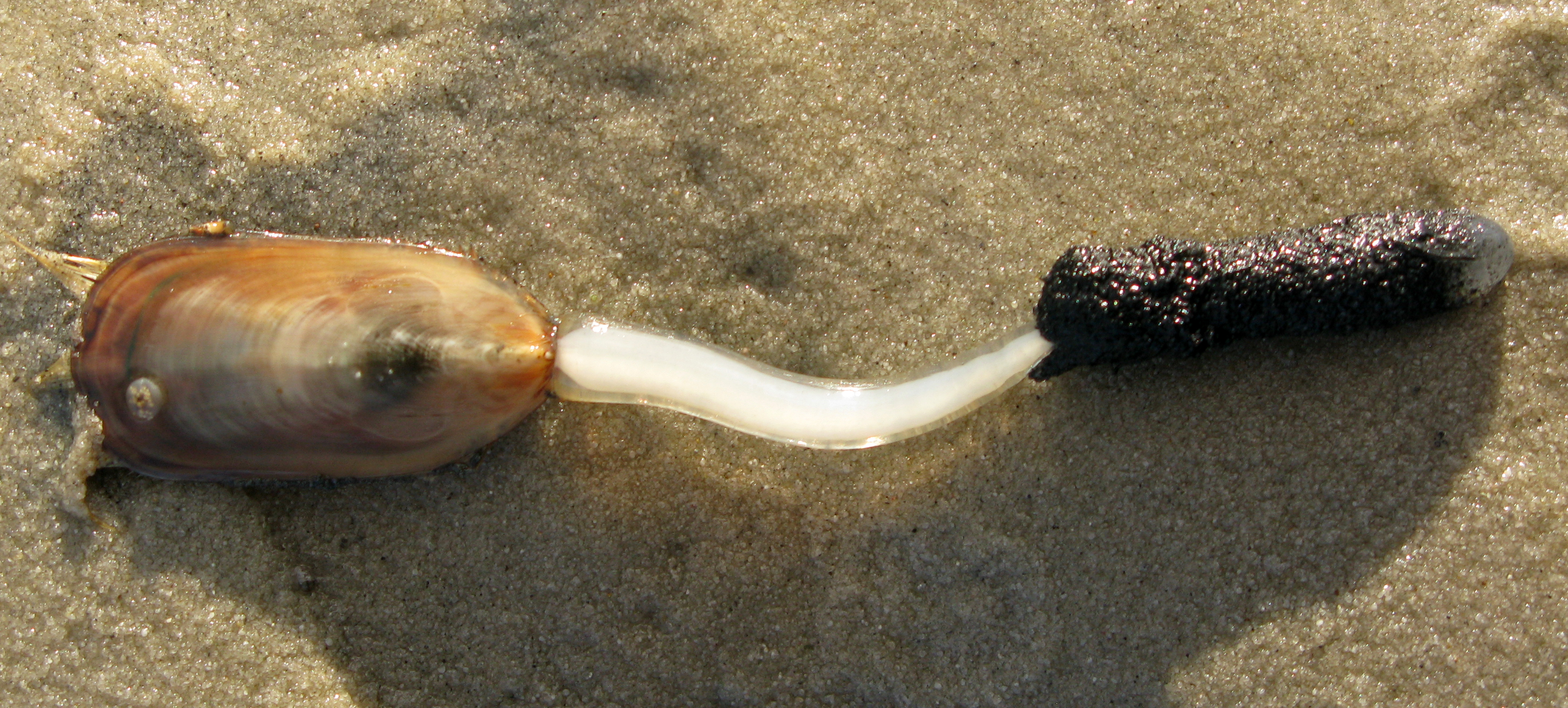
Animal complet sorti de son trou.

## Publication originale
- J.-B. Lamarck, Systême des animaux sans vertèbres, ou Tableau général des classes, des classes, des ordres et des genres de ces animaux, Paris, 1801 (lire en ligne)